# Gnafongo
Gnafongo, parfois orthographié Gnafongon, est une commune rurale située dans le département de Péni de la province du Houet dans la région des Hauts-Bassins au Burkina Faso.

## Éducation et santé
Gnafongo accueille un centre de santé et de promotion sociale (CSPS).